# Discord
Discord este o aplicație gratuită creată pentru comunitățile de jocuri video. Platforma este disponibilă pe Windows, macOS, Android, iOS, Linux și în navigatoarele web. În mai 2018 existau 130 de milioane de utilizatori unici înregistrați în aplicație, iar in mai 2020 sunt aproximativ 300 de milioane de utilizatori Înregistrați. 
Aplicația funcționează pe baza grupurilor numite „servere”, în care pot participa mai multe persoane și pot comunica prin intermediul chaturilor numite „canale”. Oricine poate crea un server în mod gratuit, plățile suplimentare nefiind necesare. Utilizatori pot comunica în mod privat de asemenea, prin intermediul Mesajelor Directe (eng. Direct Message, DM).
Discord oferă un serviciu plătit, numit Discord Nitro, prin care primește abilitatea de a avea un GIF ca poza de profil, de a folosi emoticoane animate si de a folosi emoticoane din alte servere.
Discord a devenit o platformă esențială pentru comunitățile online, depășind limitele inițiale ale unei simple aplicații pentru jucători și devenind un spațiu de comunicare și colaborare pentru diverse grupuri de interese.
Un aspect distinctiv al Discordului este capacitatea sa de a găzdui servere personalizabile, care pot fi adaptate pentru a satisface nevoile și interesele diferitelor comunități. Această flexibilitate a atras un număr semnificativ de utilizatori, nu doar din lumea jocurilor video, ci și din alte domenii, cum ar fi educația sau hobby-urile.
Interfața intuitivă a Discordului a facilitat comunicarea și colaborarea între membrii comunităților online, indiferent de nivelul lor de experiență tehnologică. Aceasta a contribuit la extinderea rapidă a platformei și la creșterea numărului său de utilizatori.
Lansarea Discord Nitro a adus un nivel suplimentar de personalizare și expresivitate, oferind utilizatorilor posibilitatea de a-și personaliza profilurile și de a adăuga elemente interactive, cum ar fi GIF-uri și emoticoane animate, pentru a-și îmbogăți experiența de comunicare.
Discord gestionează trilioane de mesaje printr-un sistem evoluat. Inițial foloseau Cassandra, dar au întâmpinat probleme de performanță. Astfel, au migrat către ScyllaDB, o soluție mai eficientă. Tranziția a necesitat planificare atentă și dezvoltarea unor instrumente personalizate de migrație. După migrare, Discord a observat o eficiență sporită și o latență redusă, permițându-le să gestioneze trafic masiv fără probleme. Această abordare inovatoare reflectă angajamentul lor față de fiabilitate și scalabilitate.
În ansamblu, Discordul a devenit mult mai mult decât o simplă aplicație pentru jucători; a devenit un ecosistem digital vibrant, în care comunitățile se pot forma, colabora și exprima liber.